# Epikles
Epikles (grek. epiklesis ’åkallan’, ’anropande’), är nedkallandet av den Helige Ande för att han vid nattvardsfirandet skall förvandla brödet och vinet till Kristi kropp och blod. Epiklesen är en väsentlig del av eukaristibönen, särskilt i östliga liturgier.